# Chiesa orientale (Middelburg)
La chiesa orientale (in olandese Oostkerk) è una chiesa protestante di Middelburg, nei Paesi Bassi.
È una chiesa barocca con pianta centrale ottagonale e cupola, dichiarata Rijksmonument nel 1966.

## Storia e descrizione

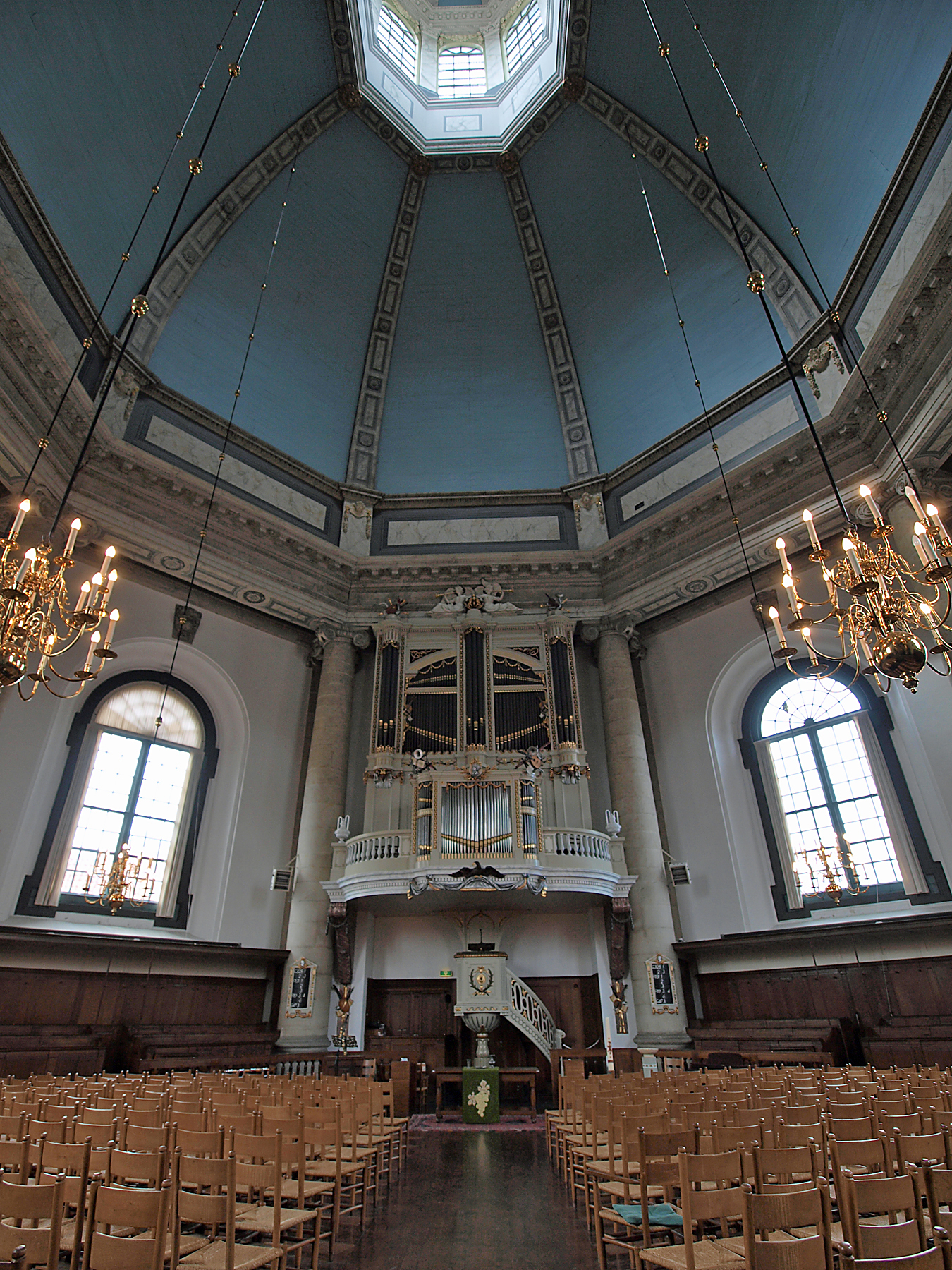
Veduta dell'interno.

La chiesa venne disegnata da Bartholomeus Drijfhout e Pieter Post nel 1647; e costruita fra il 1648 e il 1667.
Dopo la morte di Drijfhout, nel 1651, l'edificio venne continuato da architetto Arent van 's Gravezande da Leida, già autore della Marekerk di Leida.
All'interno sono due vetrate del 1664 e due pulpiti, uno del XVII e l'altro XVIII secolo. Un organo barocco, bianco, venne realizzato nel 1781 dai fratelli de Rijckere da Kortrijk e ampliato nel 1782 e 1783 da J. Reichner e J. van Overbeek.